# بانک بلاروس
بانک بلاروس (انگلیسی: Belarusbank) شرکت خدمات مالی و بانکداری بلاروس است، که در سال ۱۹۲۲ تأسیس شد.